# Aalburg

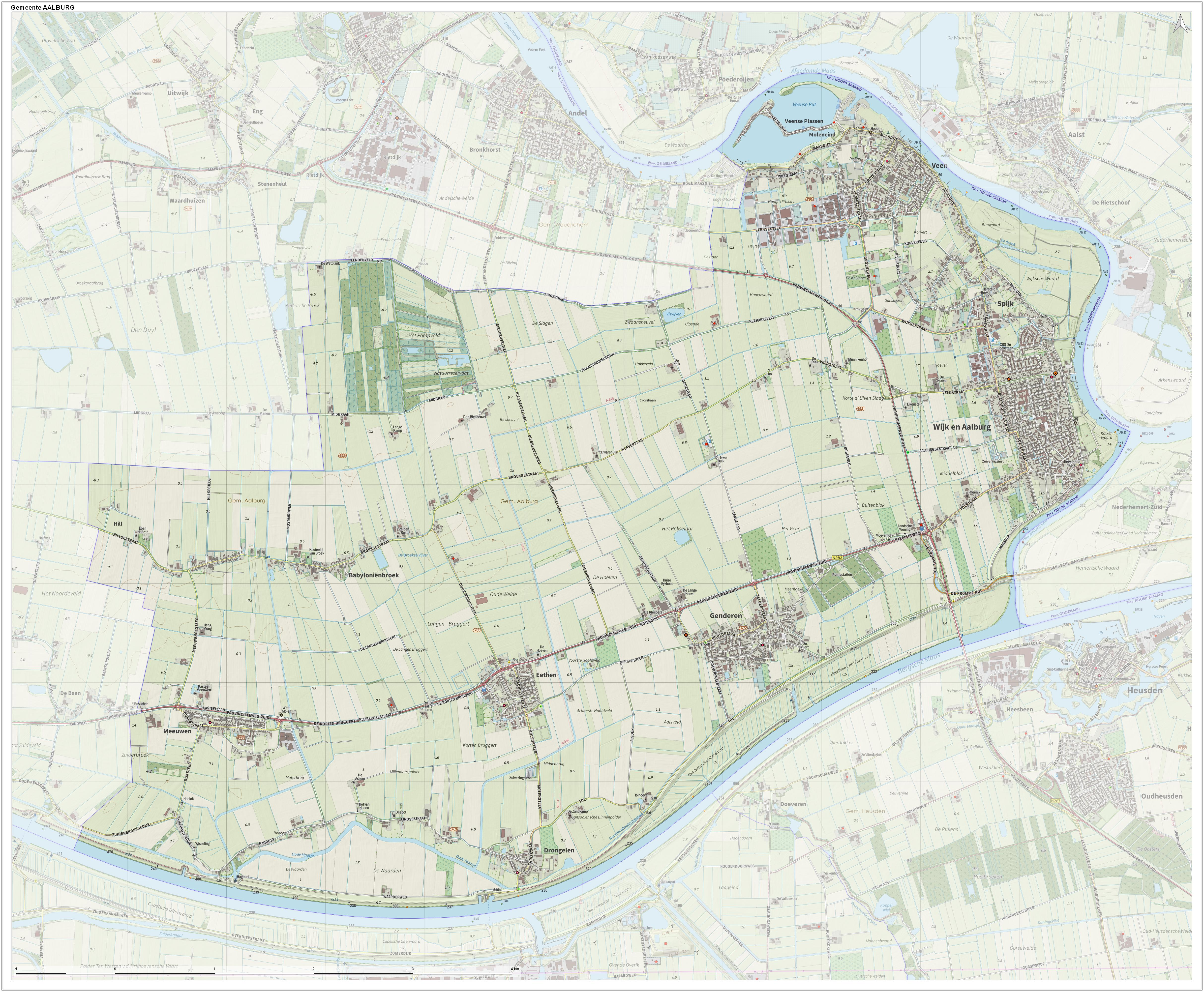
Topografische gemeentekaart van Aalburg

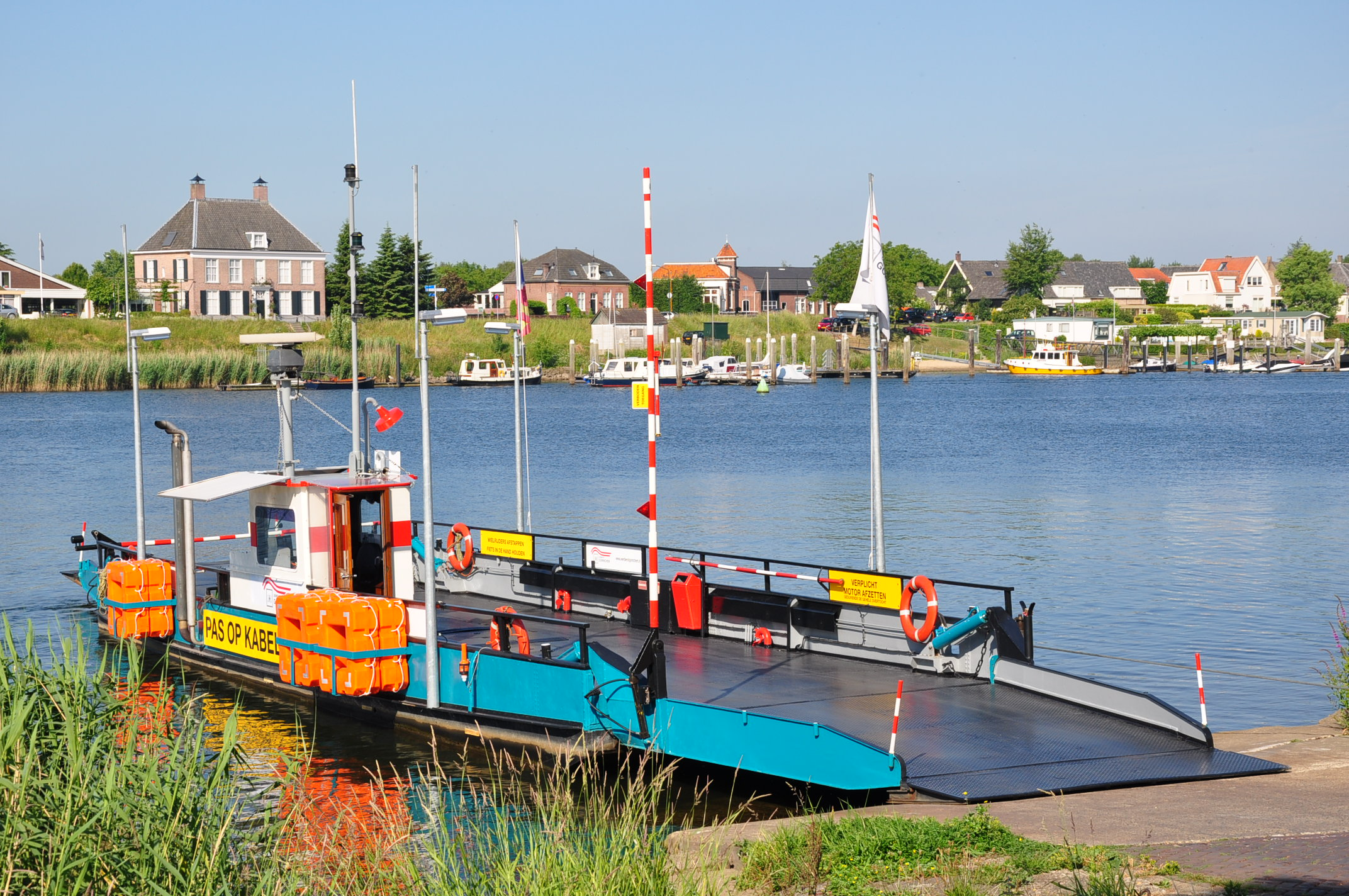
Zicht op Veen en de Afgedamde Maas, gezien vanaf Aalst (Gelderland).

Aalburg (uitspraakⓘ) was tussen 1973 en 2019 een gemeente in de Nederlandse provincie Noord-Brabant. De gemeente had in 2018 een oppervlakte van 53,17 km² (waarvan 277 ha water). Aalburg lag in het Land van Heusden en Altena.

## Geschiedenis
Het gebied waarin de voormalige gemeente Aalburg gelegen was, werd waarschijnlijk al in de prehistorie (tijdelijk) bewoond. De naam Aalburg komt echter pas voor het eerst voor in 889.
De gemeente ontstond in 1973 na een fusie van de gemeenten Wijk en Aalburg, Veen en Eethen.

### Gemeentefusie
De gemeenten Aalburg, Werkendam en Woudrichem (alle gelegen in het Land van Heusden en Altena) zijn op 1 januari 2019 gefuseerd tot de nieuwe gemeente Altena. De drie gemeenteraden besloten hiertoe op 26 januari 2016.

## Plaatsen
Plaatsen en buurtschappen die tot de gemeente Aalburg behoorden zijn Babyloniënbroek, Drongelen, Eethen, Genderen, Meeuwen, Spijk, Veen en Wijk en Aalburg. In laatstgenoemde plaats stond tevens het toenmalige gemeentehuis.

## Politiek

### Gemeenteraad
| Gemeenteraadszetels                     | Gemeenteraadszetels | Gemeenteraadszetels | Gemeenteraadszetels |
| Partij                                  | 2006                | 2010                | 2014                |
| --------------------------------------- | ------------------- | ------------------- | ------------------- |
| SGP                                     | 3                   | 4                   | 4                   |
| CDA                                     | 3                   | 3                   | 3                   |
| ChristenUnie                            | 3                   | 2                   | 2                   |
| BAB                                     | 2                   | 2                   | 1                   |
| PvdA                                    | 2                   | 1                   | -                   |
| VVD                                     | 1                   | 1                   | 1                   |
| Ideaalburg (ook wel Partij Sheikkariem) | 1*¹                 | 1                   | 2                   |
| De Aalburgse Alliantie                  | -                   | 1                   | 1                   |
| Progressief Altena                      | -                   | -                   | 1                   |
| Totaal                                  | 15                  | 15                  | 15                  |
| Opkomst                                 | 71,80%              | 70,60%              | 67,81%              |

- *¹ S.S.R Sheikkariem haalde zijn zetel als lid van BAB

Na de gemeenteraadsverkiezingen 2014 is er na een formatieronde waarbij eerst de ChristenUnie en later het CDA afzagen van deelname een coalitie gevormd van SGP, Ideaalburg, BAB en de Aalburgse Alliantie. De eerste drie partijen leverden elk een wethouder.
Nadat Ideaalburg in oktober 2015 voor een fusie stemde terwijl het in het coalitieprogramma had verklaard dit niet te zullen doen, stapte de AA uit de coalitie waarmee deze viel. Al snel hierna werd een coalitie gevormd van SGP, CDA, CU en BAB. Deze volledig uit confessionele partijen bestaande coalitie heeft 10 van de 15 zetels en is daarmee stabieler dan de voorgaande.

## Stedenband
- Heves (Hongarije)

## Aangrenzende gemeenten
| Aangrenzende gemeenten | Aangrenzende gemeenten | Aangrenzende gemeenten | Aangrenzende gemeenten | Aangrenzende gemeenten |
| ---------------------- | ---------------------- | ---------------------- | ---------------------- | ---------------------- |
| Woudrichem             |                        |                        |                        | Zaltbommel (GLD)       |
|                        |                        |                        |                        |                        |
| Werkendam              |                        |                        |                        |                        |
|                        |                        |                        |                        |                        |
|                        |                        | Waalwijk               |                        | Heusden                |

## Monumenten
In de voormalige gemeente staan een aantal rijksmonumenten en oorlogsmonumenten, zie:
- Lijst van rijksmonumenten in Altena
- Lijst van oorlogsmonumenten in Altena

## Kunst in de openbare ruimte
In de gemeente Aalburg werden diverse beelden, sculpturen en objecten geplaatst in de openbare ruimte, zie:
- Lijst van beelden in Aalburg
- In de zeven plaatsen van de gemeente Aalburg staan Marianne Vos-bankjes; een voor elke wereldtitel die ze behaalde. Nadat in elke plaats een bankje was geplaatst, is de fusiegemeente Altena overgestapt op tafeltjes.